# Oreoleuciscus humilis
 Oreoleuciscus humilis és una espècie de peix cipriniforme de la família dels ciprínids.

## Morfologia
- Els mascles poden assolir 20 cm de longitud total.[4][5]

## Hàbitat
És un peix d'aigua dolça i de clima temperat (10 °C-18 °C).

## Distribució geogràfica
Es troba a Euràsia: Mongòlia i Rússia.